# Grand Prix Herning
Le Grand Prix Herning est une course cycliste disputée autour de la ville de Herning au Danemark.
Créé en 1992, il s'est appelé GP Midtbank jusqu'en 2002. Il s'est ensuite nommé GP SATS en 2003 et 2004, GP Herning-SATS en 2005, GP Herning en 2006, puis GLS Express Grand Prix Herning depuis 2007.
Il est inscrit au calendrier de l'UCI Europe Tour à partir de 2005, en catégorie 1.1, puis 1.2. Entre 2014 et 2019, il fait partie du calendrier national danois. L'édition 2020 est annulée en raison de la pandémie de coronavirus,,.

## Palmarès
| Année | Vainqueur            | Deuxième                | Troisième           |
| ----- | -------------------- | ----------------------- | ------------------- |
| 1992  | Claus Michael Møller | Søren Christiansen      | Kim Marcussen       |
| 1993  | Dennis Rasmussen     | Kim Malling Kiaer       | Søren Pedersen      |
| 1994  | Brian Smith          | Carl Christian Pedersen | Bo Hamburger        |
| 1995  | Frédéric Moncassin   | Bo Hamburger            | Søren Mønster       |
| 1996  | Bjarne Riis          | Jan Ostergaard          | Mikael Kyneb        |
| 1997  | Bjarne Riis          | Tayeb Braikia           | Frank Høj           |
| 1998  | Bjarne Riis          | Kurt Asle Arvesen       | Gorazd Štangelj     |
| 1999  | Michael Sandstød     | Arvis Piziks            | Danny Jonasson      |
| 2000  | Michael Sandstød     | Jimmi Madsen            | Niko Eeckhout       |
| 2001  | Rudie Kemna          | Arvis Piziks            | Mark McCormack      |
| 2002  | Rudie Kemna          | Cezary Zamana           | Gordon McCauley     |
| 2003  | Frank Høj            | Jeremy Hunt             | Magnus Bäckstedt    |
| 2004  | Frank Høj            | Michele Bartoli         | Stefan Kupfernagel  |
| 2005  | Michael Blaudzun     | Joost van Leijen        | Jimmy Hansen        |
| 2006  | Allan Johansen       | Rik Reinerink           | Alex Rasmussen      |
| 2007  | Kurt Asle Arvesen    | René Jørgensen          | Matti Breschel      |
| 2008  | course non disputée  | course non disputée     | course non disputée |
| 2009  | René Jørgensen       | Michael Reihs           | Allan Johansen      |
| 2010  | Alex Rasmussen       | Martin Mortensen        | Joost van Leijen    |
| 2011  | Troels Vinther       | Michael Reihs           | Lars Bak            |
| 2012  | course non disputée  | course non disputée     | course non disputée |
| 2013  | Lasse Norman         | Martin Mortensen        | Rolf Broge          |
| 2014  | Morten Øllegaard     | Troels Vinther          | Michael Carbel      |
| 2015  | Asbjørn Kragh        | Søren Kragh             | Sebastian Lander    |
| 2016  | Mads Würtz Schmidt   | Jonas Gregaard Wilsly   | Rasmus Wallin       |
| 2017  | Michael Carbel       | Andreas Kron            | Alexander Kamp      |
| 2018  | Troels Vinther       | Jonas Aaen              | Casper von Folsach  |
| 2019  | Andreas Stokbro      | Nicklas Amdi Pedersen   | Jacob Hindsgaul     |
| 2020  | annulé               | annulé                  | annulé              |
| 2021  | Mads Østergaard      | Magnus Bak Klaris       | Niklas Larsen       |
| 2022  | Andreas Stokbro      | Mads Rahbek (da)        | Mads Pedersen       |
| 2023  | Mathias Norsgaard    | Rasmus Wallin           | Michael Valgren     |
| 2024  | Rasmus Søjberg       | Daniel Stampe           | Erik Nygaard Madsen |
| 2025  | Stian Rosenlund      | Niklas Larsen           | Mads Andersen       |